# Liste der Bodendenkmale in Lauchhammer
In der Liste der Bodendenkmale in Lauchhammer sind alle Bodendenkmale der brandenburgischen Stadt Lauchhammer und ihrer Ortsteile aufgelistet. Grundlage ist die Veröffentlichung der Landesdenkmalliste mit dem Stand vom 31. Dezember 2020. Die Baudenkmale sind in der Liste der Baudenkmale in Lauchhammer aufgeführt.
| Gemarkung            | Flur    | Kurzansprache | Bodendenkmalnummer | Bemerkung                                     | Bild |
| -------------------- | ------- | --- | ------------------ | --------------------------------------------- | ---- |
| Kleinleipisch (Lage) | 2, 3, 4 | Dorfkern deutsches Mittelalter, Dorfkern Neuzeit | 80261              |                                               |      |
| Lauchhammer (Lage)   | 14      | Dorfkern Neuzeit, Steinkreuz Neuzeit, Friedhof deutsches Mittelalter, Steinkreuz deutsches Mittelalter, Kirche deutsches Mittelalter, Kirche Neuzeit, Dorfkern deutsches Mittelalter, Friedhof Neuzeit | 80289              | Stadtteil Lauchhammer-Mitte, ehemals Bockwitz |      |